# Cheviré-le-Rouge
Cheviré-le-Rouge és un municipi francès situat al departament de Maine i Loira i a la regió de País del Loira. L'any 2007 tenia 863 habitants.

## Demografia

### Població
El 2007 la població de fet de Cheviré-le-Rouge era de 863 persones. Hi havia 334 famílies de les quals 80 eren unipersonals (46 homes vivint sols i 34 dones vivint soles), 110 parelles sense fills, 129 parelles amb fills i 15 famílies monoparentals amb fills.
La població ha evolucionat segons el següent gràfic:
Habitants censats

### Habitatges
El 2007 hi havia 437 habitatges, 339 eren l'habitatge principal de la família, 65 eren segones residències i 34 estaven desocupats. 408 eren cases i 29 eren apartaments. Dels 339 habitatges principals, 253 estaven ocupats pels seus propietaris, 77 estaven llogats i ocupats pels llogaters i 9 estaven cedits a títol gratuït; 1 tenia una cambra, 14 en tenien dues, 63 en tenien tres, 110 en tenien quatre i 151 en tenien cinc o més. 287 habitatges disposaven pel capbaix d'una plaça de pàrquing. A 147 habitatges hi havia un automòbil i a 168 n'hi havia dos o més.

### Piràmide de població
La piràmide de població per edats i sexe el 2009 era:
| Homes | Edats   | Dones |
| ----- | ------- | ----- |
| 0     | 95 o +  | 4     |
| 4     | 90 a 94 | 0     |
| 8     | 85 a 89 | 20    |
| 4     | 80 a 84 | 4     |
| 28    | 75 a 79 | 20    |
| 16    | 70 a 74 | 20    |
| 20    | 65 a 69 | 24    |
| 24    | 60 a 64 | 16    |
| 8     | 55 a 59 | 8     |
| 16    | 50 a 54 | 8     |
| 32    | 45 a 49 | 24    |
| 32    | 40 a 44 | 36    |
| 28    | 35 a 39 | 20    |
| 16    | 30 a 34 | 24    |
| 28    | 25 a 29 | 28    |
| 0     | 20 a 24 | 4     |
| 24    | 15 a 19 | 24    |
| 32    | 10 a 14 | 36    |
| 16    | 5 a 9   | 32    |
| 20    | 0 a 4   | 20    |

## Economia
El 2007 la població en edat de treballar era de 531 persones, 413 eren actives i 118 eren inactives. De les 413 persones actives 370 estaven ocupades (206 homes i 164 dones) i 42 estaven aturades (14 homes i 28 dones). De les 118 persones inactives 52 estaven jubilades, 30 estaven estudiant i 36 estaven classificades com a «altres inactius».

### Ingressos
El 2009 a Cheviré-le-Rouge hi havia 348 unitats fiscals que integraven 923,5 persones, la mediana anual d'ingressos fiscals per persona era de 14.400 €.

### Activitats econòmiques
Dels 31 establiments que hi havia el 2007, 2 eren d'empreses alimentàries, 4 d'empreses de fabricació d'altres productes industrials, 5 d'empreses de construcció, 5 d'empreses de comerç i reparació d'automòbils, 1 d'una empresa de transport, 1 d'una empresa d'informació i comunicació, 1 d'una empresa financera, 1 d'una empresa immobiliària, 6 d'empreses de serveis, 2 d'entitats de l'administració pública i 3 d'empreses classificades com a «altres activitats de serveis».
Dels 9 establiments de servei als particulars que hi havia el 2009, 2 eren tallers de reparació d'automòbils i de material agrícola, 3 paletes, 2 fusteries i 2 perruqueries.
Dels 3 establiments comercials que hi havia el 2009, 1 era una botiga de menys de 120 m², 1 una fleca i 1 una carnisseria.
L'any 2000 a Cheviré-le-Rouge hi havia 31 explotacions agrícoles que ocupaven un total de 1.633 hectàrees.

## Equipaments sanitaris i escolars
El 2009 hi havia 2 escoles elementals.

## Poblacions més properes
El següent diagrama mostra les poblacions més properes.